# フットレスト

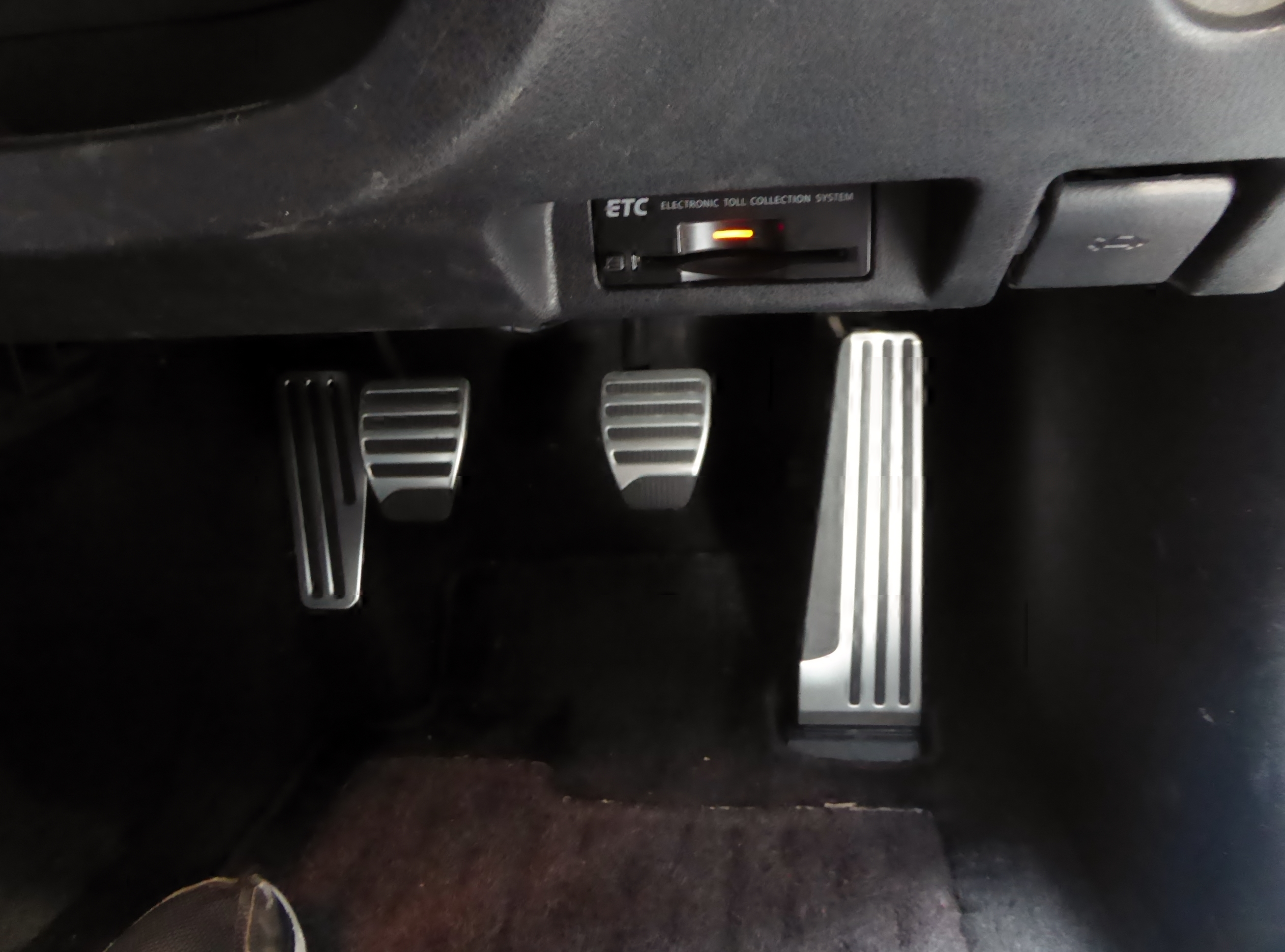
日産・フェアレディZの運転席足元ペダル周り。右から順にアクセルペダル、ブレーキペダル、クラッチペダル、フットレストとなっている。

フットレスト(英: foot rest)とは、着座中に足を置くための構造物である。日本語では足置き、足かけとも呼ばれる。同様の目的、機能で下脚部を乗せるものの場合はレッグレスト(英: leg rest)と呼ばれる。

## 概要

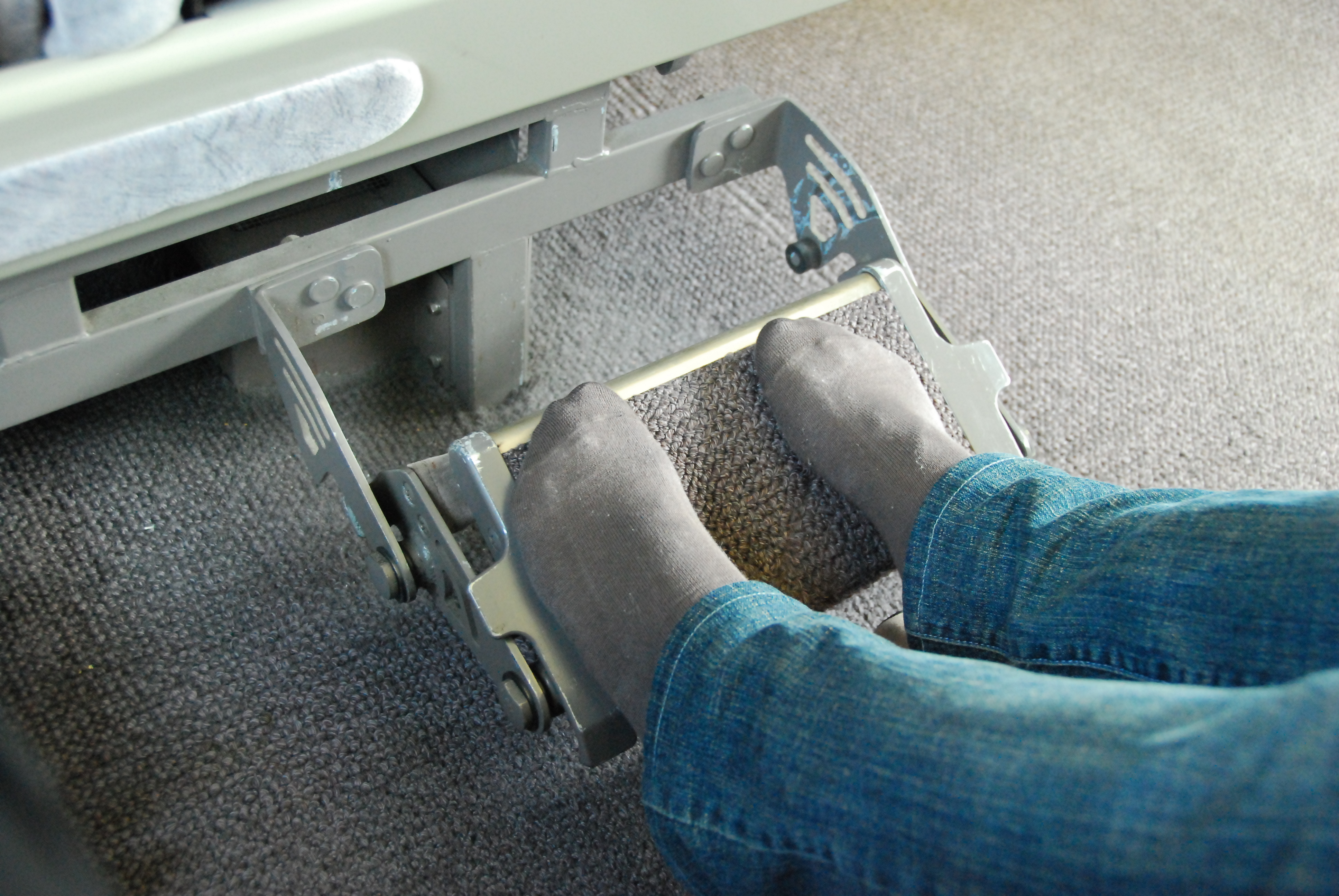
鉄道車両のフットレスト

フットレストの機能は、着座中に足を置いて休めることのほか、足を使った機械操作の支点としての役割を持つものもある。家具などでは独立した台状のものが用いられるが、乗り物に備えられるものは車体あるいは車室内の構造物に固定されているのが通常である。
鉄道車両や航空機、バスなどのような旅客輸送では、長時間の着席に際して乗客の負担を軽減するため、座席の下部にフットレストが設置されている場合がある。
自動車の運転席では、クラッチペダルやブレーキペダルといった操作ペダルの左に、左足を置くためのフットレストが設けられている。
オートバイでは乗車装置の1つとしてフットレストが備えられていて、ステップ(英: step)あるいはフットペグ(英: footpeg)とも呼ばれる。